# Platystoma aenescens
Platystoma aenescens är en tvåvingeart som beskrevs av Friedrich Hermann Loew 1868. Platystoma aenescens ingår i släktet Platystoma och familjen bredmunsflugor. Inga underarter finns listade i Catalogue of Life.